# Strafford
Strafford is een plaats (city) in de Amerikaanse staat Missouri, en valt bestuurlijk gezien onder Greene County.

## Demografie
Bij de volkstelling in 2000 werd het aantal inwoners vastgesteld op 1845.
In 2006 is het aantal inwoners door het United States Census Bureau geschat op 2014, een stijging van 169 (9,2%).

## Geografie
Volgens het United States Census Bureau beslaat de plaats een oppervlakte van
6,0 km², geheel bestaande uit land. Strafford ligt op ongeveer 454 m boven zeeniveau.

## Plaatsen in de nabije omgeving
De onderstaande figuur toont nabijgelegen plaatsen in een straal van 24 km rond Strafford.